# Motroterande motorer
Motroterande motorer eller motroterande propellrar är en propellerkonfiguration för flermotoriga propellerfordon (framförallt flygplan) där var sidas propellrar roterar i motsatt riktning till varann i syfte att minimera effekten av vridmoment från var vevaxel och propeller genom att använda var sidas motgående vridmoment för kontra varandra.
Motrotationen åstadkoms i regel genom att den ena sidans motorer vänds bak och fram, varefter man låter propeller och hjälpapparater byta plats. Vevaxeln byter då inte rotationsriktning.

## Fördelar

### Kontrat vridmoment
Vridmoment är problematiskt hos farkoster som propellerflygplan och torpeder då kraftigt vridmoment skapar gyralmoment och rolltendens som gör att farkosterna konstant vill vrida sig åt den riktning vridmomentet går åt, något som traditionellt kontras med rodertrim eller manuell rodermanövrering. Vridmoment blir högre vid högt motorpådrag och ökar baserat på motorstyrka och propellerdiameter, etc. Detta gör till exempel att propellerflygplan med traditionella enkelgående propellrar ofta konstrueras med begränsad motorstyrka för att slippa problemen med högt vridmoment. Hög motorstyrka och propellerdiameter, etc, är dock nödvändigt för högre flygprestanda varav flermotoriga propellerdrivna transport-, sport- och stridsflygplan, etc, historiskt letat efter alternativa lösningar för att kontra högt vridmoment och samtidigt kunna bruka kraftiga motorer och propellrar. En av dessa lösningar har varit att helt enkelt få propellrarna på ena sidan av planet att gå i motsatt riktning som den andra, vilket upphäver gyralmomentet och rolltendensen så länge var sida har lika högt vridmoment.

### Underlättad hantering av motorbortfall
På flermotoriga propellerflygplan med medroterande propellrar kallas de motorer vars propellerblad rör sig nedåt intill flygkroppen för "kritiska motoror". Till följd av p-faktorn, som beskriver hur dragkraftscentrum förskjuts i sidled när anfallsvinkeln ökar, är bortfall av kritisk motor svårare att hantera än bortfall av den icke-kritiska, eftersom sidan med icke-kritiska motorer då vill skeva upp medan motsvarande sida med krånglande eller döda motorer vill skeva ner.
För att underlätta hanteringen av motorbortfall på ena sidan konfigureras propellerflygplan med motroterande motorer traditionellt så både sidors propellrar roterar inåt, varav hanteringen av motorbortfall blir likadan oavsett vilken motor som krånglar.